# Disco (film)
Disco – francuski komediowy film muzyczny z 2008 roku w reżyserii Fabiena Ontenientego. Zdjęcia kręcono w Hawrze, Paryżu oraz w departamencie Calvados.

## Fabuła
Didier, bezrobotny, czterdziestoletni mężczyzna, mieszkający z matką postanawia zdobyć główną nagrodę w konkursie tańca disco. Liczy na to, że dzięki nagrodzie będzie mógł się zobaczyć z synem. Do pomocy namawia swoich przyjaciół, Waltera i Neuneuila, którzy przed laty tworzyli z nim grupę taneczną "Bee Kings". W przygotowaniach do konkursu pomaga mu również instruktorka baletu, France. 

## Obsada
- Franck Dubosc - Didier Graindorge
- Emmanuelle Béart - France Navarre
- Gérard Depardieu - Jean-François Civette
- Samuel Le Bihan - Walter
- Abbes Zahmani - Neuneuil
- Annie Cordy - pani Graindorge
- Isabelle Nanty - Baronowa
- François-Xavier Demaison - Guillaume Navarre
- Christine Citti - Coco
- Chloé Lambert - Cerise
- Danièle Lebrun - matka France
- Jacques Sereys - ojciec France
- Jérôme Le Banner - Rodolphe
- Chantal Banlier - pani Sochard
- Christine Paolini - pani Prunelli